# Туман (сторожевой корабль, 1931)
«Тума́н» — сторожевой корабль (СКР № 12) 1-го дивизиона сторожевых кораблей Охраны водного района (ОВР) Главной базы Северного флота СССР.
Построен в 1930 году в вольном городе Данциге как рыболовный траулер РТ-10 «Лебёдка» IV серии по заказу «Севгосрыбтреста», вступил в строй в
1931 году. Водоизмещение в грузу 1218,4 тонны, ход 9 узлов, дальность плавания 4500 миль, неограниченный район плавания.
Во время Советско-финляндской войны, 19 октября 1939 года (по другим данным — 19 декабря 1939 года), траулер был мобилизован и зачислен в состав флота как дозорный корабль, получив обозначение ДК-10.
4 марта 1940 года переклассифицирован в сторожевой корабль, получив название «Туман» и бортовой номер 12.

Вооружение — 2 универсальных орудия 45-мм 21-К, 2 пулемёта 7,62-мм М-1, 18 малых глубинных бомб.

## Последний бой
С 4 августа 1941 года «Туман» под командой старшего лейтенанта Л. А. Шестакова находился в дозоре на линии мыс Цып-Наволок — меридиан Кильдин-Вест. В различных архивных документах эта дозорная линия кроме того именуется как «мыс Цып-Наволок — Кильдин-Норд», или «мыс Цып-Наволок — Териберка».
10 августа 1941 года в 04:25 обнаружил 3 германских эскадренных миноносца из состава 6-й флотилии эсминцев кригсмарине (Z-4 «Рихард Байтцен», Z-10 «Ганс Лоди» и Z-16 «Фридрих Экольдт»). Передал радиодонесение об обнаруженном противнике оперативному дежурному Северного флота, тем самым выполнив свою боевую задачу.
После этого «Туман» начал манёвр уклонения и постановку дымовой завесы. Немецкие эсминцы, имевшие многократное превосходство в ходе и артиллерии, сблизились с «Туманом» на 50 кабельтовых — с третьего залпа перешли на поражение. СКР № 12 получил 11 прямых попаданий 127-мм снарядами. Были убиты командир и комиссар корабля. Из-за повреждения кормового орудия ответного огня «Туман» вести не мог (корабли противника находились вне сектора обстрела носового орудия). Тем не менее экипаж продолжал героически сражаться за живучесть корабля, пытаясь дойти до своего берега. В ходе боя флаг корабля был сбит, однако радист старший краснофлотец К. В. Блинов и раненый рулевой краснофлотец К. Д. Семёнов под непрекращающимся обстрелом снова подняли его.
Открытый с опозданием из-за плохого оперативного взаимодействия огонь береговых батарей отогнал германские эсминцы, что вместе с дымовой завесой спасло жизни 37 из 52 членов экипажа затонувшего в 05:50 с поднятым флагом «Тумана». Единственными наградами экипажу корабля стали подарки от рабочих Мурманска, врученные вечером после боя.
Эсминец Z-4 «Рихард Байтцен» был повреждён береговой артиллерией и отправлен на ремонт в Германию. Адмирал А. Г. Головко в своих мемуарах пишет, что все залпы береговой артиллерии легли с большим недолётом, а повреждения немецкий эсминец получил от бомб авиации.

## Память
Проходя мимо острова Кильдин, координаты 69°33′06″ с. ш. 33°40′20″ в. д., военные корабли приспускают флаги и дают протяжный гудок, отдавая почести подвигу «Тумана».
В городе Полярном (Мурманская область) есть улица имени Героев «Тумана». Бронзовый барельеф с изображением подвига «Тумана» размещён на стеле «Город воинской славы» в Полярном, сооружённой в 2010 году.
В 2021 году гидрографическая служба Северного флота ВМФ РФ в рамках экспедиции «Помни войну» установила точные координаты гибели «Тумана», обнаружив и опознав остов корабля на дне Баренцева моря.